# 萨尔顿环形山

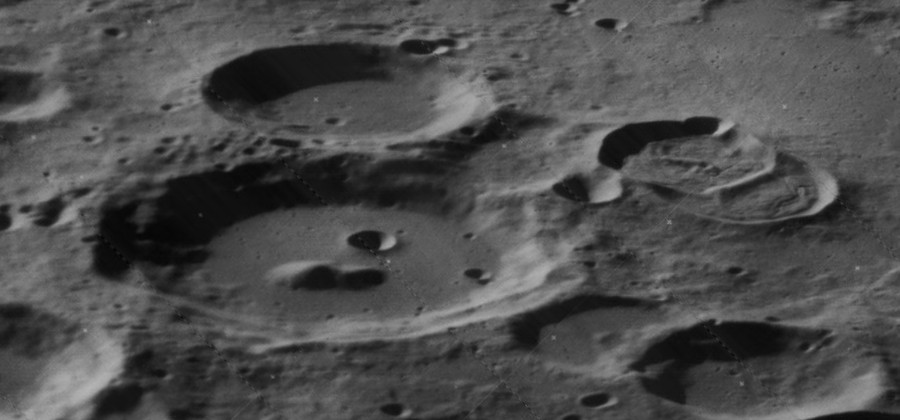
月球轨道器5号拍摄的西向斜视图，左下是萨尔顿环形山，左上为韦伯陨石坑，右边是卫星坑萨尔顿 Y和萨尔顿 Z。

萨尔顿环形山（Sarton）是月球背面北半部一座古老的大撞击坑，约形成于39.2-38.5亿年前的酒海纪，其名称取自比利时裔美籍化学家暨史学家乔治·阿尔弗雷德·利昂·萨顿（1884年-1956年），1970年被国际天文学联合会正式批准接受。

## 描述
该陨坑西侧连接着韦伯陨石坑、东北靠近库仑环形山、魏格纳环形山位于它的东南、南面则坐落了巨大的环壁平原-朗道环形山及伍德环形山，萨尔顿环形山的西南毗邻直径45公里的古尔斯特兰德陨石坑。该陨坑中心月面坐标为49°07′N 121°08′W / 49.12°N 121.14°W，直径71.33公里，深度约2.76公里。
萨尔顿环形山虽然大致圆状，但其外形有些特别，它的南侧稍有外凸，东西二面略为平直，明显呈多边形状。陨坑已受侵蚀和磨损，沿西侧坑壁聚集了一群小撞击坑，环内侧壁分布有阶地状结构，其南侧和东南内壁明显较北侧更宽厚。萨尔顿环形山坑壁最大高出周边地形1300米，内部容积约4546立方千米。坑底地表接近平坦，可能已被熔岩所填平，中心点附近矗立着一座巨大的圆形双峰山，在它的西北可看到一座杯状小陨坑。
萨尔顿环形山坐落在直径530公里，形成于前酒海纪的库仑-萨尔顿盆地内，它的二座卫星坑萨尔顿 Y和萨尔顿 Z则更靠近盆地中心。

## 卫星陨石坑
按惯例，最靠近萨尔顿环形山的卫星坑将在月图上以字母标注在它的中心点旁边.

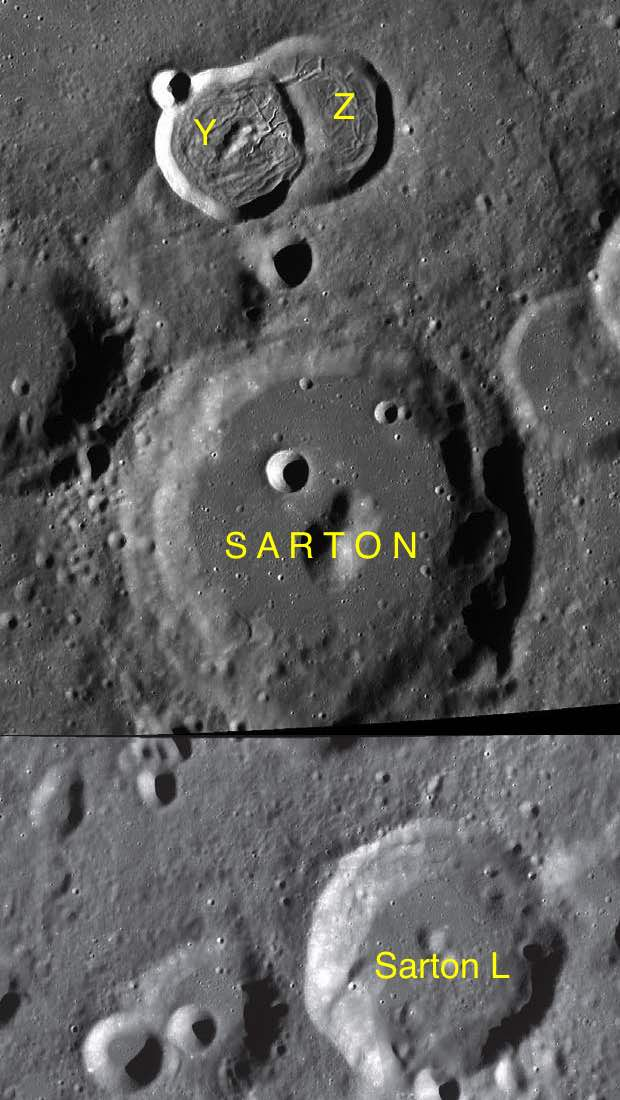
LAC-20和LAC-35拼接图

| 萨尔顿 | 纬度    | 经度     | 直径    |
| ------ | ------- | -------- | ------- |
| L      | 47.0° N | 120.0° W | 48 公里 |
| Y      | 51.5° N | 121.3° W | 26 公里 |
| Z      | 51.6° N | 120.6° W | 29 公里 |

- 卫星坑萨尔顿 L约形成于酒海纪[1]。

## 参引资料
1. 1 2 3 4 5  Lunar Impact Crater Database
2. ↑   (PDF).   [2017-03-08]. （原始内容存档 (PDF)于2016-12-27）.
3. ↑  .   [2017-03-08]. （原始内容存档于2018-07-02）.

## 另请参阅
- Andersson, L. E.; Whitaker, E. A. . NASA RP-1097. 1982.
- Blue, Jennifer. . USGS. July 25, 2007  [2007-08-05]. （原始内容存档于2019-12-05）.
- Bussey, B.; Spudis, P. . New York: Cambridge University Press. 2004. ISBN 978-0-521-81528-4.
- Cocks, Elijah E.; Cocks, Josiah C. . Tudor Publishers. 1995. ISBN 978-0-936389-27-1.
- McDowell, Jonathan. . Jonathan's Space Report. July 15, 2007  [2007-10-24]. （原始内容存档于2019-06-21）.
- Menzel, D. H.; Minnaert, M.; Levin, B.; Dollfus, A.; Bell, B. . Space Science Reviews. 1971, 12 (2): 136–186. Bibcode:1971SSRv...12..136M. doi:10.1007/BF00171763.
- Moore, Patrick. . Sterling Publishing Co. 2001. ISBN 978-0-304-35469-6.
- Price, Fred W. . Cambridge University Press. 1988. ISBN 978-0-521-33500-3.
- Rükl, Antonín. . Kalmbach Books. 1990. ISBN 978-0-913135-17-4.
- Webb, Rev. T. W.  6th revised. Dover. 1962. ISBN 978-0-486-20917-3.
- Whitaker, Ewen A. . Cambridge University Press. 1999. ISBN 978-0-521-62248-6.
- Wlasuk, Peter T. . Springer. 2000. ISBN 978-1-85233-193-1.